# Épithète homérique
L'épithète homérique est un complément  des noms propres dans les différentes épopées grecques antiques, en particulier les épopées d'Homère : l'Iliade et l'Odyssée.

## Formes

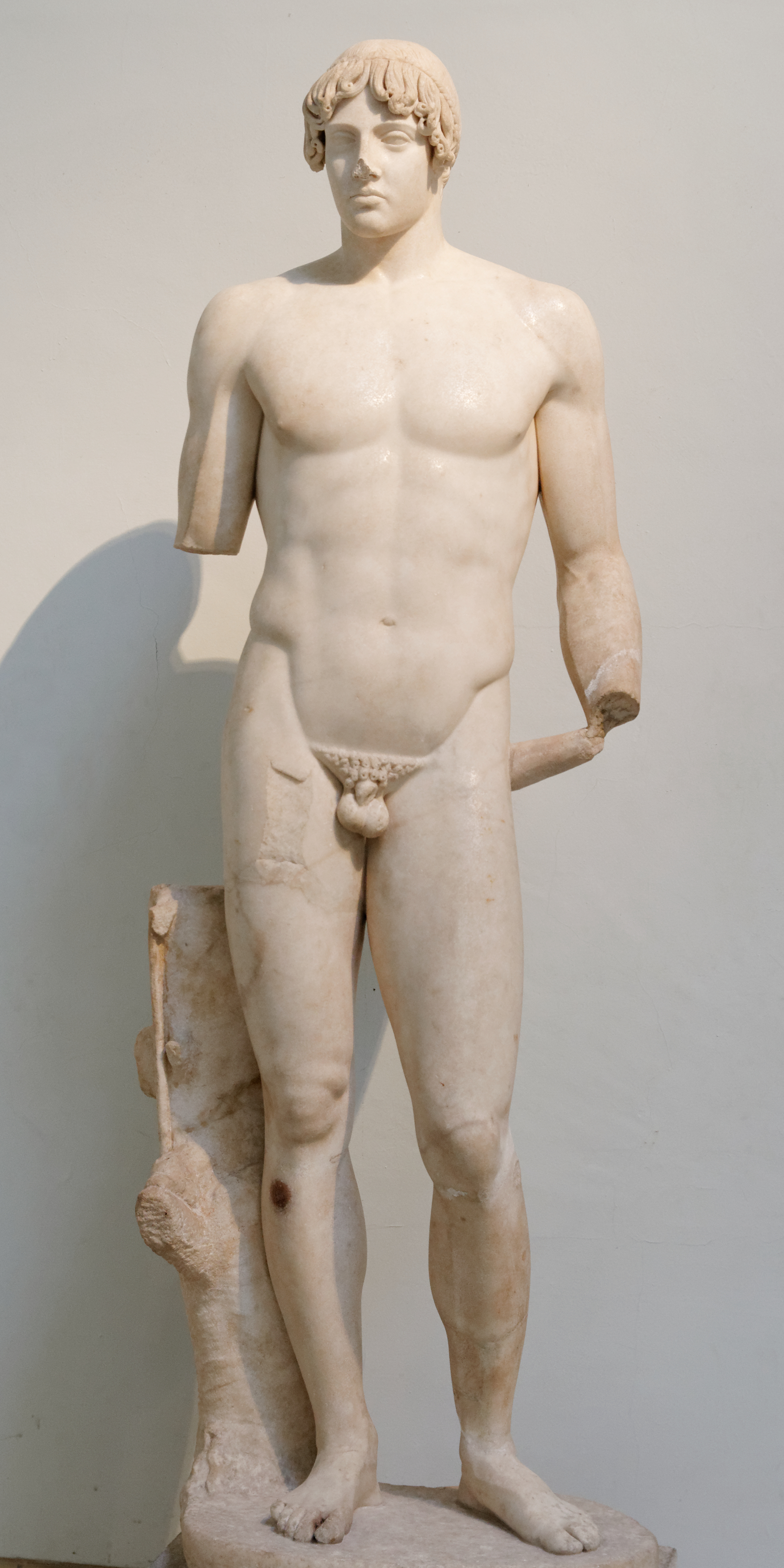
Apollon est dit ἀκερσεκόμης, à la chevelure non coupée. Iliade, XX, 39.

L'épithète la plus simple et la plus fréquente est l'adjectif δῖος / dîos, « divin » (le divin Hector par exemple), applicable sans distinction à tous les héros épiques. En effet, certaines épithètes peuvent être appliquées indifféremment à plusieurs personnes : Diomède (par exemple Il., VI, 12) comme Ménélas (par exemple Od., XV, 14) sont dits  « au puissant cri de guerre » (βοὴν ἀγαθός / boḕn agathós). En revanche, d'autres sont personnelles : seul Zeus est dit « porte-égide » (αἰγίοχος / aigíokhos), seul Achille est dit « aux pieds légers » (πόδας ὠκύς / pódas ōkús) et seule Athéna est dite « aux yeux pers » (γλαυκῶπις / glaukôpis). Seuls Ulysse et Priam sont dits « au grand cœur » (μεγαλήτωρ / megalḗtōr), et Ulysse seul est aussi qualifié d'« aux mille ruses » (πολυμήτις / polumḗtis), « ingénieux » (πολυμήχανος / polumḗkhanos), « endurant » (πολύτλας / polútlas), « aux mille tours »(πολύτροπος / polútropos) ou « saccageur de villes » (πτολιπόρθιος / ptolipórthios). L'épithète peut également indiquer l'ascendance du héros : « fils de Pélée » (Πηληϊάδης / Pēlēïádēs) pour Achille, « fils d'Atrée » (Ἀτρείδης / Atreídēs) pour Agamemnon ou Ménélas, « fils de Laërte » (Λαερτιάδης / Laertiádēs) pour Ulysse. Certaines épithètes sont devenues des lieux communs, telle l'« Aurore aux doigts de rose » (ῥοδοδάκτυλος Ἠώς / rhododáktulos Ēṓs). Les formules « noms-épithètes » sont aussi très fréquentes. Le groupe nominal est au nominatif et remplit alors le vers.

## Fonction
L'épithète homérique n'a pas pour seul but de caractériser le héros, mais elle fournit également des morceaux de vers tout préparés à l'aède, qui compose l'épopée à mesure de son chant. Ainsi, « le divin Ulysse l'endurant » (πολύτλας δῖος Ὀδυσσεύς / polútlas dîos Odusseús) constitue un hémistiche prêt à être combiné avec un hémistiche inventé ou même un autre hémistiche prêt à l'emploi — ainsi, de l'hexamètre ὣς φάτο, γήθησεν δὲ / πολύτλας δῖος Ὀδυσσεύς / hṑs pháto, gḗthēsen dè / polútlas dîos Odusseús (« à ces mots, fut rempli de joie / le divin Ulysse, l'endurant », Od., XIII, 250). Milman Parry, dans sa thèse sur l’Épithète traditionnelle dans Homère. Essai sur un problème de style homérique (1928), a été le premier à montrer le rôle de l'épithète homérique dans la mécanique du « style formulaire ». Ces recherches, qui mettent en évidence l'existence d'un système épithétique chez Homère, sont à l'origine de la théorie de l'oralité.

### Articles annexes
- Théorie de l'oralité
- Épiclèse (Antiquité)
- Liste des épithètes homériques